# Ptolemaios av Mauretania
Ptolemaios av Mauretania, född 13-9 f.Kr., död 40 e. Kr., var kung av Mauretania mellan 20 och 40 e.Kr. Han mördades av Caligula under ett besök i Rom, efter vilket Mauretania blev en romersk provins.  
Han var son till Juba II och Kleopatra Selene II. Han gifte sig med den utom till namnet okända Julia Urania. Paret var troligen föräldrar till Drusilla. 